# Peroné
El peroné, también llamado fíbula, es un hueso de la parte inferior de la pierna, largo, par, asimétrico, formado por un cuerpo prismático circular, con tres caras (externa, interna y posterior), tres bordes (anterior y laterales) y dos extremos: superior o cabeza, donde se destaca la apófisis estiloides (corresponde con el número 1 de la imagen) y el maléolo lateral.
Se encuentra en la parte externa de la pierna. Se articula por dentro con la tibia mediante una articulación diartrosis del tipo artrodias, formando junto con la tibia la pinza tibioperonea, y por abajo con el astrágalo, formando la articulación «tibioperoneoastragalina».

## Etimología
La palabra peroné se remonta a 1670, para describir un cierre o broche y se utilizó para el hueso más pequeño en la pierna (1706). Se deriva del griego περόνη (perónē), "cierre", "broche". El hueso se llama así porque se asemeja a un broche, como un imperdible moderno.

## Osificación
El peroné se osifica a partir de tres centros, uno en la parte central, y otros dos en cada extremo. La osificación se inicia en el cuerpo en la octava semana de vida fetal, y se extiende hacia las extremidades. Al nacer los extremos son cartilaginosos.
La osificación se inicia en el extremo inferior en el segundo año, y en la parte superior sobre el cuarto año de vida. La epífisis inferior es la primera en osificarse, se une con el cuerpo sobre el año veinte; la epífisis superior se une sobre el vigésimo quinto año.

## Vascularización
El suministro de sangre es importante en la planificación de transferencia de tejido libre porque el peroné es comúnmente utilizado para reconstruir la mandíbula. El eje se suministra en su tercio medio por una arteria nutricia grande de la arteria peronea. También se perfunde de su periostio que recibe muchas ramas pequeñas de la arteria peronea. La cabeza proximal y la epífisis son alimentados por una rama de la arteria tibial anterior. En la recolección de médula ósea del fémur siempre se toma del tercio medio y los extremos penetrando (proximal 4 cm y distal 6 cm).

## En los animales
Debido a que el peroné soporta relativamente poco peso en comparación con la tibia, normalmente es más estrecho que la tibia en todos los animales, salvo en los tetrápodos más primitivos. En muchos animales, aún se articula con la parte posterior de la extremidad inferior del fémur, pero esta característica con frecuencia se ha perdido (como en los seres humanos). En algunos animales, la reducción del peroné ha  continuado aún más que en la especie humana, con la pérdida de la articulación tarsal, y, en casos extremos (tales como el caballo), hay fusión parcial con la tibia.